# Laura Chulià Serra
Laura Chulià Serra (n. Benetúser) es una política española y anterior alcaldesa de la ciudad de Benetúser, en la Comunidad Valenciana (España).

## Trayectoria política
Laura Chulia es licenciada en Derecho por la Facultad de Derecho de la Universidad de Valencia. Es concejala del Partido Popular en Benetúser desde el año 2007, miembro del Partido Popular de Benetúser desde el año 2005, y miembro del Comité Ejecutivo comarcal del Partido Popular de la Huerta Sur desde el año 2011.
En las elecciones municipales celebradas el 22 de mayo de 2011 en Benetúser el PP obtuvo 8 concejales; el PSOE, 6; EU, 2; y CDL, 1. De este modo, el PP liderado por Laura Chulià obtuvo el gobierno, aunque en minoría, por primera vez en la historia de Benetúser, ya que la negativa de EUPV a pactar con el PSPV cedió la alcaldía de la localidad a Laura (PP).
En el XIII Congreso Regional del Partido Popular de la Comunidad Valenciana, fue vocal de la mesa del congreso, la cual estuvo presidida por la alcaldesa de Alicante, Sonia Castedo.
En el Congreso Local del Partido Popular de Benetúser celebrado el 15 de abril de 2013, Laura fue la única candidata a la presidencia del partido. De los 53 afiliados con derecho a voto que acudieron a votar a la sede, 52 lo hicieron a favor de la candidatura presentada, y 1 voto en blanco.